# 抒情套餐
《抒情套餐》（日語：バラー丼）是日本樂隊生物股长的第二张精选辑。在2012年12月19日由Epic Records Japan发行。

## 概要
本作距離上一張專輯《NEWTRAL》（原創專輯）相隔10个月发售，是生物股长首张抒情精选专辑。这也是自2008年以来再次在1年間发行两张专辑。初回生産限定盤附送“超大围巾（『抒情套餐』限定版）”及“生物卡片031”（「生物卡片031」只附属于初回仕様限定盤赠送）。标题「抒情套餐」是由「抒情（日語：」与「盖饭」两词组合而成，是由山下穗尊提出的意见。
在本作发行前发表的所有抒情曲目中选择之后、与在伦敦的Real World工作室录制而成的「随着风吹 -UK recorded version-」相加，本作总计收录13曲。与2年前发行的上张精选集《生物百科圖鑑～團員精選～》中收录了单曲A面曲、专辑收录曲、B面曲等广泛选曲相比、本作收录的大半乐曲均是A面曲、并且没有收录吉冈制作的曲目或者新曲，有着很大的差异。
本作的广告有山西惇和蓮佛美沙子出演的两种版本。

## 销售情况
2012年12月31日公布的Oricon周间专辑排行榜中取得了自《My song Your song》保持的5作连续的首次登场即获得首位的好成绩。但是，自《生物百科圖鑑》发行约2年后发行的此张专辑，因与《生物百科圖鑑》相比12曲中有7曲重复（除去新录制曲目），使得首周销量与上张专辑《NEWTRAL》（約19.3万张）相比，下落了約10.8万张。

## 收录曲目
1. 随着风吹 -UK recorded version- （風が吹いている -UK recorded version-）（9:17）
  - 作詞、作曲：水野良樹 / 編曲：井上鑑（日语：井上鑑）  　　

第24张单曲新录制的版本。
与单曲版本相比，乐曲前多出了一段抒情的片段，同时，间奏及曲目本身中也有一定变化。而且乐曲比单曲版本长出很多，长度超过了9分钟。
这是生物股长首次在日本国外录制歌曲，也是首次将A面曲重新编曲并录制。
2. 感謝 （6:01）
  - 作詞、作曲：水野良樹 / 編曲：本間昭光（日语：本間昭光）

第18张单曲。
3. Planetarium （プラネタリウム）（5:58）
  - 作詞、作曲：水野良樹 / 編曲：田中ユウスケ（日语：田中ユウスケ）・湯浅篤（日语：湯浅篤） / 弦編曲：岡村美央

第11张单曲。
4. 想回去了啊 （帰りたくなったよ）（6:06）
  - 作詞、作曲：水野良樹 / 編曲：島田昌典（日语：島田昌典）

第9张单曲。
5. SAKURA （5:54）
  - 作詞、作曲：水野良樹 / 編曲：島田昌典   　　

第1张单曲。
6. YELL （5:57）
  - 作詞、作曲：水野良樹 / 編曲：松任谷正隆（日语：松任谷正隆）

第15张单曲《YELL/JOYFUL》的第1首乐曲。
7. 向前走 -piano intro version- （歩いていこう -piano intro version-）（6:11）
  - 作詞、作曲：水野良樹 / 編曲：本間昭光

第21张单曲。
因在电视剧《Runaway〜为了挚爱的你》中被使用而加录了开头不同的另一版本并收录在本专辑中。这个版本的现场演唱音源曾在《声物百科宝鉴～团员自选现场演唱极精选～》中收录，但在本作中是首次收录录音室版本。
8. 心花盛开 （心の花を咲かせよう）（4:43）
  - 作詞、作曲：山下穗尊 / 編曲：島田昌典

第3张专辑《My song Your song》收录曲目。
9. 茜色的约定 （茜色の約束）（4:54）
  - 作詞、作曲：水野良樹 / 編曲：島田昌典

第7张单曲。
10. 两人 （6:16）
  - 作詞、作曲：水野良樹 / 編曲：島田昌典

第13张单曲。
单曲版本是在专辑中初次收录。
11. 朝向明日的归程 （明日へ向かう帰り道）（4:47）
  - 作詞、作曲：山下穂尊 / 編曲：住友紀人（日语：住友紀人）

第4张专辑《啟程之歌》收录曲目。
12. 恋爱少女 （コイスルオトメ）（5:17）
  - 作詞、作曲：水野良樹 / 編曲：田中ユウスケ / 弦編曲：弦一徹（日语：弦一徹）

第3张单曲。
13. 随着风吹 （風が吹いている）（7:40）
  - 作詞、作曲：水野良樹 / 編曲：龜田誠治   　　

第24张单曲。
专辑初次收录。